# Isis (canción)
"Isis" es una canción del músico estadounidense Bob Dylan coescrita por Jacques Levy y publicada en su álbum de estudio de 1976 Desire.
La canción tiene un ritmo de 3/4 y está escrita en clave de Si bemol mayor. Los arreglos de la canción están basados en acordes rítmicos tocados en un piano acústico y acompañado por bajo, batería y violín. La letra carece de estribillo y contiene únicamente versos. La melodía está basada en el estilo de una canción folk, haciendo hincapié en las notas dominantes de la escala, con saltos de un quinto entre ellas. 
"Isis" relata la historia de un hombre que contrae matrimonio con una enigmática mujer llamada Isis. La principal parte de la historia está relatada por el esposo y trata sobre su separación de ella. La canción abre en el primer verso con su boda el "quinto día de Mayo", una alusión al Cinco de Mayo, festividad que conmemora la derrota de las tropas francesas a manos del ejército mexicano en la Segunda Intervención Francesa en México, y que supone una de las contadas referencias a México en las canciones de Dylan durante los años 70. Aún en el primer verso, se describe la separación de la pareja y el viaje del narrador a través de una aventura con tintes propios del Medio Oeste y de Egipto cruzados con alegorías de ciencia ficción. Él, montado en un pony, va a lavar la ropa, lo cual simboliza un cambio con el pasado, y se topa con un sombrío personaje que le promete fáciles tesoros. Ambos cabalgan "hasta las pirámides incrustadas en hielo", y caen en unas condiciones en las que el compañero muere. El narrador, entonces, irrumpe en la tumba vacía, no encuentra el tesoro y entiende que la aventura ha sido una locura. Entierra al hombre muerto en la tumba dentro de la pirámide, reza una oración, y vuelve con Isis porque descubre que aún la quiere. Él la ve en un campo en el que Isis le pregunta si esta vez se va a quedar. El narrador responde: "Si también me quieres, sí".
La canción fue escrita y grabada durante un periodo en el que Dylan se separó y volvió a juntarse con su mujer. De forma consecuente, para sus seguidores y para la crítica la tentación de interpretarla como una alegoría de su propio divorcio es irresistible, especialmente cuando el álbum Desire contiene la canción "Sara", que abiertamente trata sobre su matrimonio y separación de Sara Dylan. Desde que Dylan comenzó a introducir datos autobiográficos en sus canciones, la interpretación no puede ser considerada como malintencionada. "Isis" dibuja la imagen mitológica de un hombre que se separa de su mujer en busca de aventuras y vuelve posteriormente a su matrimonio, al igual que ocurre en la Odisea.
Dylan haría una versión más rápida de "Isis" con la Rolling Thunder Revue que sería finalmente incluida en la película Renaldo and Clara. Una versión en directo de la canción fue también incluida en el álbum recopilatorio Biograph, que Dylan describe como "una canción sobre el matrimonio". 

## Personal
- Bob Dylan: voz, piano y armónica
- Scarlet Rivera: violín
- Rob Stoner: bajo
- Howie Wyeth: batería

## Miscelánea
- La banda Dr. Dog hace referencia a la canción en el tema "Die, Die, Die" con el verso "I wasn't thinking about turquoise, I wasn't thinking about gold".
- La publicación más longeva sobre Bob Dylan, ISIS Magazine, debe su nombre a la canción.
- The White Stripes realizó una versión de "Isis" en numerosos conciertos.